# Phymatidium microphyllum
Phymatidium microphyllum là một loài thực vật có hoa trong họ Lan. Loài này được (Barb.Rodr.) Toscano mô tả khoa học đầu tiên năm 2001.